# Замок Десмонд
Замок Десмонд (англ. Desmond Castle, ірл. Caisleán Deasmhumhan) — замок Десмуман, замок Десвуан — один із замків Ірландії, розташований в графстві Корк, в місті Кінсейл.

## Історія замку Десмонд
Замок Десмонд був побудований біля 1500 року в якості укріпленого будинку для митниці міста Кінсейл. Замок побудував Моріс Фіцджеральд — ІХ граф Десмонд після того як порт Кінсейл і його митниця була дарована королем Англії Генріхом VII графу Демсонд у 1497 році. Замок Десмонд був побудований на місці більш давнього замку. І граф Десмонд був капітаном цього більш давнього замку.
Замок Десмонд використовувався як митниця до 1641 року, коли його було перетворено на в'язницю для моряків, а для митниці був побудований новий будинок. У замку Десмонд сиділи іспанські та французькі моряки, тому замок називали «Французька в'язниця».
У січні 1747 року в замку Десмонд виникла пожежа, в результаті якої загинули 54 в'язні. У 1791 році замок був подарований депутатом Джеймсом Керні місту Кінсейл. Згодом замок Десмонд використовувався як міська ратуша до 1846 року. У 1848 році в Ірландії був жахливий голод в результаті якого загинули мільйони людей. Під час голоду замок використовували як «будинок робітників» — центр допомоги голодуючим. У 1938 році замок перейшов у приватну власність. У 1990-х роках замок знову став відкритий для громадськості Управлінням громадських робіт Ірландії.

## Міжнародний музей вина
У 1997 році у замку був відкритий Міжнародний музей вина, в якому детально показані зв'язки Ірландії в міжнародній торгівлі вином, представлені матеріали так званого ордену «Винних гусей» Ірландії — ірландських емігрантів, що зайнялись виноробством та торгівлею вином.